# Lista över offentlig konst i Hallstahammars kommun
Lista över offentlig konst i Hallstahammars kommun är en ofullständig förteckning över utomhusplacerad offentlig konst i Hallstahammars kommun.

| Titel                      | Konstnär(er) | Årtal | Beskrivning | Typ - material   | Plats Koordinater                                            | Bild |
| -------------------------- | ------------ | ----- | ----------- | ---------------- | ------------------------------------------------------------ | ---- |
| Poetisk maskin             | Olle Adrin   |       |             | Skulptur - plast | gårdsplanen vid f.d. Kantzowska gymnasiet koordinater saknas |      |
| Skulptur i brons på sockel | Olle Adrin   |       |             | Skulptur - brons | vid Eldsbodahuset koordinater saknas                         |      |
| Vägen till Jesus           | Juha Vananen |       |             | Skulpturgrupp    | koordinater saknas                                           |      |

## Tidigare utplacerade konstverk
Nedan följer en lista på konstverk som tidigare varit utplacerade men nu är i förvar, förstörda eller försvunna.
| Titel   | Konstnär(er) | Årtal | Beskrivning | Typ - material | Tidigare plats Koordinater                            | Bild |
| ------- | ------------ | ----- | ----------- | -------------- | ----------------------------------------------------- | ---- |
| Råbock  | Georg Ganmar |       |             | Skulptur       | f.d. Kantzowska gymnasiet (stulen) koordinater saknas |      |
| Isbjörn | Georg Ganmar |       |             | Skulptur       | Centrumparken (förstörd) koordinater saknas           |      |